# The Radio Dept.
The Radio Dept. es una banda de dream pop proveniente de Lund, Suecia formada en 1995 liderada por Johan Duncanson. 

Sus géneros varían desde el indie pop hasta el shoegazing con elementos electrónicos. Hasta el día de la fecha han publicado cuatro álbumes de estudio y varios EP.

## Sonido e influencias
La banda ha sido comparada con artistas importantes de la escena independiente como Pet Shop Boys, My Bloody Valentine y Cocteau Twins.

En una entrevista en un sitio web de fanes, la banda citó como influencias a bandas como Charles Aznavour, Saint Etienne, Broadcast, Frank Sinatra, Joy Division, Pet Shop Boys, Chet Baker, Fennesz, Nick Drake, Kevin Rowland, Prefab Sprout, Paddy McAloon, Junior Boys, Orange Juice, Kraftwerk, Neu!, Jonathan Richman, The Avalanches y The Pale Fountains.

## Tours
La banda declaró que el dinero que adquiere lo invierte en giras por sitios tan remotos y disímiles como Taiwán, Rusia o Indonesia.

## Reconocimientos
Su primer álbum Lesser Matters fue elegido n°9 en la lista de los 50 mejores álbumes de 2004 realizada por NME. También recibió un 84/100 en el sitio web Metacritic.

## Discografía
- Lesser Matters (2003)
- Pet Grief (2006)
- Clinging to a Scheme (2010)
- Running Out of Love (2016)
- I Don't Need Love, I've Got My Band (2019)